# JUNGOL
JUNGOL(정올)은 (주)한컴에듀케이션이 운영하는 컴퓨터 프로그래밍 알고리즘 문제 풀이 서비스를 제공해주는 웹사이트이다.
가장 큰 특징은 한국 정보올림피아드(KOI)의 역대 기출문제를 모두 게시하고 있어 기출문제를 풀어보는데 도움이 된다는 것과, 사이트 전용 교재인 자기주도 C언어 프로그래밍을 통하여 기초를 다지기 쉽다는 것이다. 또한 컴스쿨을 통해 다양한 문제의 풀이를 인강으로 들을 수 있다.

## 채점 시스템
채점을 하기 위해서는 문제 페이지 하단의 제출 항목 중에서 자신이 사용하는 언어를 클릭하고 자신의 코드를 소스창에 붙여넣고 제출을 하면 된다.
채점 시스템은 Ubuntu Linux 14.10에서 구동된다. 현재 C/C++ 코드 컴파일을 위해 GNU GCC/G++를 사용하고 있으며, Java 코드 컴파일을 위해 sun-java-jdk1.8를, python 코드 컴파일을 위해 python 2.7.8을 사용한다.